# داون دانلوپ
داون دانلوپ (انگلیسی: Dawn Dunlop) یک ژنرال بازنشسته نیروی هوایی ایالات متحده است. قبل از بازنشستگی، او به عنوان مدیر بخش الزامات و قابلیت‌های عملیاتی، معاون رئیس ستاد بخش راهبردی، ادغام و الزامات و ستاد کل نیروی هوایی ایالات متحده خدمت می‌کرد. در سال ۱۹۹۳، دانلوپ به عنوان یکی از اولین زنان آمریکایی برای پرواز با هواپیماهای جنگی انتخاب شد. بعدها، او همچنین تبدیل به اولین زنی شد که با اف-۲۲ پرواز کرد و یک بال آزمایشی را فرماندهی کرد. قبل از بازنشستگی، دانلوپ بالاترین رتبه در بین خلبانان زن جنگنده در نیروی هوایی را در اختیار داشت. به عنوان یک خلبان فرماندهی، او بیش از ۳۵۰۰ ساعت پرواز، عمدتاً با اف-۲۲، اف-۱۵سی، اف-۱۵ئی، تی-۳۸، اف-۱۶ و ان‌ئی-۳ای در کارنامه خود دارد. او همچنین برندهٔ جوایزی همچون مدال خدمات برتر دفاعی و نشان هوایی شده است.

## تحصیلات
دانلوپ از دبیرستان هانتینگتون در نیویورک فارغ‌التحصیل شد، جایی که او به عنوان یک ورزشکار برای حضور در آکادمی نیروی هوایی ایالات متحده در کلرادو اسپرینگز ثبت‌نام کرد. او در آنجا یکی از برجسته‌ترین بازیکنان والیبال بود. در سال ۱۹۸۸ دانلوپ کارشناسی خود را در رشته علوم مهندسی از آکادمی نیروی هوایی ایالات متحده دریافت کرد و در سال ۱۹۸۹ مدرک کارشناسی ارشد خود را در رشته مهندسی مکانیک و مهندسی عمران از دانشگاه کلمبیا در نیویورک دریافت کرد.

## حرفه نظامی
دانلوپ در ۱ ژوئن ۱۹۸۸ به عنوان ستوان دوم در نیروی هوایی ایالات متحده منصوب شد. پس از دریافت مدرک تحصیلات تکمیلی، او برای دوره کارشناسی خلبانی در پایگاه نیروی هوایی ویلیامز در آریزونا آموزش و در آنجا تبدیل به فارغ‌التحصیل شماره ۲ از کلاس ۳۳ نفره خود شد. در آن زمان زنان مجاز به انتخاب هواپیماهای جنگنده نبودند، بنابراین دانلوپ به عنوان خلبان مربی تی-۳۸ مشغول به کار شد. او در سال ۱۹۹۳ به پایگاه نیروی هوایی بیل در کالیفرنیا منتقل شد، اما بلافاصله پس از آن به عنوان یکی از اولین هفت زنی که به عنوان خلبان هواپیماهای جنگی نیروی هوایی ایالات متحده منصوب شدند انتخاب شد.
پس از آموزش در پایگاه نیروی هوایی سیمور جانسون در کارولینای شمالی، او به اسکادران جنگنده ۴۹۲ در لاکنلث در انگلستان منصوب شد و تبدیل به اولین خلبان زن جنگنده آمریکایی در اروپا شد. در سال ۱۹۹۶، دانلوپ ماموریت‌های جنگی اف-۱۵ئی را در طی عملیات تأمین آسایش در شمال عراق انجام داد. در سال ۱۹۹۷ دانلوپ به مدرسه خلبانی آزمایشی نیروی هوایی ایالات متحده در پایگاه نیروی هوایی ادواردز (AFB) در کالیفرنیا فرستاده شد و از آنجا به عنوان فارغ‌التحصیل برتر معرفی شد. او سپس به اسکادران آزمایشی پرواز ۴۴۵ فرستاده شد و در آنجا خلبان ارشد اف-۱۵ئی شد. دانلوپ بعداً به عنوان افسر عملیات اف-۲۲ به پایگاه ادواردز بازگشت. تا پیش از بازنشستگی، دانلوپ بالاترین رتبه در بین خلبانان زن جنگنده در نیروی هوایی را در اختیار داشت.
در سال ۲۰۱۸ دانلوپ به عنوان مدیر دفتر مرکزی برنامه دسترسی ویژه وزارت دفاع آمریکا (SAPCO) منصوب شد. نیروی هوایی متعاقباً دانلوپ را به‌عنوان مدیر بخش الزامات و قابلیت عملیاتی در معاونت ستاد امور استراتژیک، یکپارچه‌سازی و نیازمندی‌ها منصوب کرد. او در نوامبر ۲۰۲۱ با درجه سرلشکر بازنشسته شد.